# Temporada 1989-90 de los New York Knicks
La temporada 1989-90 fue la cuadragésimo cuarta de los New York Knicks en la NBA. La temporada regular acabó con 45 victorias y 37 derrotas, ocupando el quinto puesto de la conferencia, clasificándose para los playoffs, en los que cayeron en semifinales de conferencia ante Detroit Pistons.

## Elecciones en elDraft
| Ronda | Puesto | Jugador        | Posición | Nacionalidad   | Universidad      |
| ----- | ------ | -------------- | -------- | -------------- | ---------------- |
| 2     | 50     | Brian Quinnett | Alero    | Estados Unidos | Washington State |

## Temporada regular
| División Atlántico   | División Atlántico | División Atlántico | División Atlántico | División Atlántico | División Atlántico | División Atlántico | División Atlántico | División Atlántico |
| Equipo               | G                  | P                  | %                  | PD                 | Casa               | Fuera              | Div                |                    |
| -------------------- | ------------------ | ------------------ | ------------------ | ------------------ | ------------------ | ------------------ | ------------------ | ------------------ |
| y-Philadelphia 76ers | 53                 | 29                 | .646               | –                  | 34–7               | 19–22              | 19–7               |                    |
| x-Boston Celtics     | 52                 | 30                 | .634               | 1                  | 30–11              | 22–19              | 19–7               |                    |
| x-New York Knicks    | 45                 | 37                 | .549               | 8                  | 29–12              | 16–25              | 17–9               |                    |
| Washington Bullets   | 31                 | 51                 | .378               | 22                 | 20–21              | 11–30              | 10–16              |                    |
| Miami Heat           | 18                 | 64                 | .220               | 35                 | 11–30              | 7–34               | 4–22               |                    |
| New Jersey Nets      | 17                 | 65                 | .207               | 36                 | 13–28              | 4–37               | 9–17               |                    |

## Playoffs

### Primera ronda
Boston Celtics  vs. New York Knicks
| Fecha       | Partido                                 | Ciudad     |
| ----------- | --------------------------------------- | ---------- |
| 26 de abril | Boston Celtics 116, New York Knicks 105 | Boston     |
| 28 de abril | Boston Celtics 157, New York Knicks 128 | Boston     |
| 2 de mayo   | New York Knicks 102, Boston Celtics 99  | Nueva York |
| 4 de mayo   | New York Knicks 135, Boston Celtics 108 | Nueva York |
| 6 de mayo   | Boston Celtics 114, New York Knicks 121 | Boston     |
|             | New York Knicks gana las series 3-2     |            |

### Semifinales de Conferencia
New York Knicks  vs. Chicago Bulls
| Fecha      | Partido                                  | Ciudad     |
| ---------- | ---------------------------------------- | ---------- |
| 8 de mayo  | Detroit Pistons 112, New York Knicks 77  | Detroit    |
| 10 de mayo | Detroit Pistons 104, New York Knicks 97  | Detroit    |
| 12 de mayo | New York Knicks 111, Detroit Pistons 103 | Nueva York |
| 13 de mayo | New York Knicks 90, Detroit Pistons 102  | Nueva York |
| 15 de mayo | Detroit Pistons 95, New York Knicks 84   | Detroit    |
|            | Detroit Pistons gana las series 4-1      |            |

## Estadísticas
| Rk | Jugador           | Edad | P  | PT | MP   | TC   | TCI  | %TC  | T3  | T3I | %T3  | TL  | TLI | %TL  | RO  | RD  | RT   | AS  | RB  | TAP | BP  | FP  | PTS  |
| -- | ----------------- | ---- | -- | -- | ---- | ---- | ---- | ---- | --- | --- | ---- | --- | --- | ---- | --- | --- | ---- | --- | --- | --- | --- | --- | ---- |
| 1  | Patrick Ewing     | 27   | 82 | 82 | 38.6 | 11.2 | 20.4 | .551 | 0.0 | 0.0 | .250 | 6.1 | 7.9 | .775 | 2.9 | 8.0 | 10.9 | 2.2 | 1.0 | 4.0 | 3.4 | 4.0 | 28.6 |
| 2  | Charles Oakley    | 26   | 61 | 61 | 36.0 | 5.5  | 10.5 | .524 | 0.0 | 0.0 | .000 | 3.6 | 4.7 | .761 | 4.2 | 7.7 | 11.9 | 2.4 | 1.0 | 0.3 | 2.7 | 3.6 | 14.6 |
| 3  | Gerald Wilkins    | 26   | 82 | 80 | 31.8 | 5.8  | 12.6 | .457 | 0.5 | 1.5 | .312 | 2.5 | 3.2 | .803 | 1.6 | 2.9 | 4.5  | 4.0 | 1.2 | 0.3 | 2.4 | 2.3 | 14.5 |
| 4  | Mark Jackson      | 24   | 82 | 69 | 29.6 | 4.0  | 9.1  | .437 | 0.4 | 1.6 | .267 | 1.5 | 2.0 | .727 | 1.3 | 2.6 | 3.9  | 7.4 | 1.3 | 0.0 | 2.6 | 1.5 | 9.9  |
| 5  | Johnny Newman     | 26   | 80 | 69 | 28.5 | 4.7  | 9.8  | .476 | 0.6 | 1.8 | .317 | 3.0 | 3.7 | .799 | 0.8 | 1.6 | 2.4  | 2.3 | 1.2 | 0.3 | 1.8 | 3.2 | 12.9 |
| 6  | Kiki Vandeweghe   | 31   | 22 | 13 | 25.6 | 4.6  | 10.5 | .442 | 0.5 | 0.9 | .526 | 2.0 | 2.2 | .917 | 0.7 | 1.7 | 2.4  | 1.9 | 0.7 | 0.1 | 1.2 | 1.3 | 11.7 |
| 7  | Maurice Cheeks    | 33   | 31 | 13 | 24.3 | 3.0  | 5.1  | .579 | 0.1 | 0.2 | .429 | 1.8 | 2.1 | .877 | 0.4 | 2.0 | 2.4  | 4.9 | 1.4 | 0.2 | 1.2 | 1.0 | 7.9  |
| 8  | Kenny Walker      | 25   | 68 | 21 | 23.5 | 3.0  | 5.6  | .531 | 0.0 | 0.1 | .400 | 1.8 | 2.5 | .723 | 1.9 | 3.1 | 5.0  | 0.7 | 0.5 | 0.8 | 0.9 | 2.6 | 7.9  |
| 9  | Trent Tucker      | 30   | 81 | 2  | 21.3 | 3.1  | 7.5  | .417 | 1.2 | 3.0 | .388 | 0.8 | 1.1 | .767 | 0.7 | 1.4 | 2.1  | 2.1 | 0.9 | 0.1 | 0.9 | 2.0 | 8.2  |
| 10 | Rod Strickland    | 23   | 51 | 0  | 20.0 | 3.3  | 7.6  | .440 | 0.1 | 0.4 | .286 | 1.6 | 2.5 | .638 | 0.8 | 1.6 | 2.5  | 4.3 | 1.4 | 0.2 | 1.7 | 1.4 | 8.4  |
| 11 | Eddie Lee Wilkins | 27   | 79 | 0  | 12.3 | 1.8  | 3.9  | .455 | 0.0 | 0.0 | .000 | 1.1 | 1.9 | .605 | 1.4 | 1.9 | 3.4  | 0.2 | 0.2 | 0.2 | 0.9 | 1.9 | 4.7  |
| 12 | Pete Myers        | 26   | 24 | 0  | 8.7  | 0.6  | 1.9  | .333 | 0.0 | 0.0 | .000 | 0.7 | 1.3 | .516 | 0.4 | 0.8 | 1.2  | 1.5 | 0.6 | 0.1 | 0.8 | 1.6 | 1.9  |
| 13 | Brian Quinnett    | 23   | 31 | 0  | 6.2  | 0.6  | 1.9  | .328 | 0.0 | 0.1 | .000 | 0.1 | 0.1 | .667 | 0.3 | 0.6 | 0.9  | 0.4 | 0.1 | 0.1 | 0.1 | 0.9 | 1.3  |
| 14 | Stuart Gray       | 26   | 19 | 0  | 4.9  | 0.2  | 0.9  | .235 | 0.0 | 0.2 | .000 | 0.4 | 0.4 | .875 | 0.1 | 0.6 | 0.7  | 0.1 | 0.2 | 0.1 | 0.3 | 1.4 | 0.8  |
| 15 | Greg Butler       | 23   | 13 | 0  | 2.5  | 0.2  | 0.9  | .250 | 0.0 | 0.0 |      | 0.0 | 0.2 | .000 | 0.2 | 0.5 | 0.7  | 0.1 | 0.0 | 0.0 | 0.2 | 0.6 | 0.5  |

## Galardones y récords
| Jugador   | Galardón |
| Pat Ewing | All-Star |